# گای میچلمور
گای میچلمور (انگلیسی: Guy Michelmore) آهنگساز، موسیقی‌دان و مجری تلویزیون اهل بریتانیا است.
از فیلم‌ها یا مجموعه‌های تلویزیونی که وی در آن‌ها نقش داشته‌است، می‌توان به شاهد عینی و جک‌بوتس در وایتهال اشاره نمود.